# Mobile Suit Gundam Seed Astray
Mobile Suit Gundam Seed Astray (機動戦士ガンダムSEED ASTRAY) est un ensemble de mangas dérivés de la série Mobile Suit Gundam Seed. Créée par Tomohiro Chiba et Kōichi Tokita, cette saga a connu un certain succès au Japon et s'est exportée aux États-Unis.

## Mangas
La série dessinée se découpe de fait en plusieurs histoires liées :
- Mobile Suit Gundam Seed Astray (機動戦士ガンダムSEED ASTRAY, Kidō senshi Gandamu Shīdo Asutorei?), sortie en 2002 ;
- Mobile Suit Gundam Seed Astray R (機動戦士ガンダムSEED ASTRAY R, Kidō senshi Gandamu Shīdo Asutorei Āru?), sortie en 2002 ;
- Mobile Suit Gundam Seed Astray B (機動戦士ガンダムSEED ASTRAY B, Kidō senshi Gandamu Shīdo Asutorei Bī?), sortie en 2002 ;
- Mobile Suit Gundam Seed X Astray (機動戦士ガンダムSEED X ASTRAY, Kidō senshi Gandamu Shīdo Ekkusu Asutorei?), sortie en 2003 ;
- Mobile Suit Gundam Seed Destiny Astray (機動戦士ガンダムSEED DESTINY ASTRAY, Kidō senshi Gandamu Shīdo Desutinī Asutorei?), sortie en 2004 ;
- Mobile Suit Gundam Seed C.E.73 Δ Astray (機動戦士ガンダムSEED C.E.73 Δ ASTRAY, Kidō senshi Gandamu Shīdo Kozumikku Ira Nana-jū-san Deruta Asutorei?), sortie en 2006 ;
- Mobile Suit Gundam Seed Frame Astrays (機動戦士ガンダムSEED FRAME ASTRAYS, Kidō senshi Gandamu Shīdo Fureimu Asutoreizu?), sortie en 2007 ;
- Mobile Suit Gundam Seed VS Astray (機動戦士ガンダムSEED VS ASTRAY, Kidō senshi Gandamu Shīdo Vāsasu Asutorei?), sortie en 2009 ;
- Mobile Suit Gundam Seed Destiny Astray R (機動戦士ガンダムSEED DESTINY ASTRAY R, Kidō senshi Gandamu Shīdo Desutinī Asutorei Āru?), sortie en 2013 ;
- Mobile Suit Gundam Seed Destiny Astray B (機動戦士ガンダムSEED DESTINY ASTRAY B, Kidō senshi Gandamu Shīdo Desutinī Asutorei Bī?), sortie en 2013 ;
- Mobile Suit Gundam Seed Astray Princesse du Ciel (機動戦士ガンダムSEED ASTRAY 天空の皇女, Kidō senshi Gandamu Asutorei Tenkū no Purinsesu?), sortie en 2015.

Là où l'histoire principale de Mobile Suit Gundam Seed  est centrée sur le conflit entre l'Alliance terrestre, ZAFT et Orb, Astray suit plus spécifiquement les péripéties des trois mobile suits MBF-P0x (surtout Lowe Guele), présents seulement en filigrane dans la série principale. Le MBF-P02 Astray Red Frame est donc piloté par Lowe Guele, de la guilde Junk, et le MBF-P03 Astray Blue Frame par Gai Murakumo, un mercenaire du groupe Serpent Tail. Quant au troisième mobile suit, le MBF-P01 Astray Gold Frame, il est d'abord piloté par le principal antagoniste Rondo Ghina Sahaku, un noble d'Orb, puis par sa sœur jumelle Rondo Mina Sahaku.
Faisant suite à Mobile Suit Gundam Seed Astray, Mobile Suit Gundam Seed Astray R suit les aventures de Lowe Guele et de sa guilde avec un point de vue différent, les deux scénarios étant imbriqués. Puis Mobile Suit Gundam Seed Astray B est lui centré sur Gai Murakumo et les mercenaires de Serpent Tail. C'est un roman-photo publié dans le magazine Dengeki Hobby.
Mobile Suit Gundam Seed X Astray est l'occasion de changer d'histoires et de personnages principaux : on y suit Canard Pars, issu d'une expérimentation humaine ratée mise en place par Ultimate Coordinator. Il s'est alors mis en tête de trouver Kira Yamato, qui a été génétiquement amélioré grâce à l'aboutissement du programme Ultimate Coordinator, afin de le battre et ainsi prouver qu'il n'est pas un échec. Durant ses pérégrinations, Canard Pars affronte quiconque croise son chemin, y compris Lowe Guele et la guilde Junk. Ce dernier entre alors en contact avec Prayer Reverie, un garçon mystérieux en possession d'un puissant prototype de mobile suit de ZAFT, le YMF-X000A Dreadnought, pour arrêter Canard Pars.
À l'instar de Mobile Suit Gundam Seed Destiny pour Mobile Suite Gundam Seed, Mobile Suit Gundam Seed Destiny Astray fait indirectement suite à cette série, ainsi que Mobile Suit Gundam Seed VS Astray.

## Anime
Deux OAV promotionnelles de six minutes, Mobile Suit Gundam SEED MSV ASTRAY (機動戦士ガンダムSEED MSV ASTRAY, Kidō Senshi Gandamu Shīdo Mobiru Sūtsu Bariēshon Asutorei), se sont inspirées de la série en 2004 et sont respectivement centrées sur Lowe Guele (RED FRAME) et Gai Murakumo (BLUE FRAME), le but étant d'offrir de la visibilité aux produits dérivés de Mobile Suit Gundam Seed Astray.
Ces deux courts métrages ont ensuite été commercialisés en DVD le 24 novembre 2006 aux côtés de l'ONA Mobile Suit Gundam Seed C.E.73 Stargazer.

## Romans
L'histoire des mangas a aussi été condensés en un roman de deux volumes par Tomohiro Chiba. Ils furent édités par Kadokawa Shoten du 1er septembre 2003 au 1er juillet 2004.